# Neonazisme

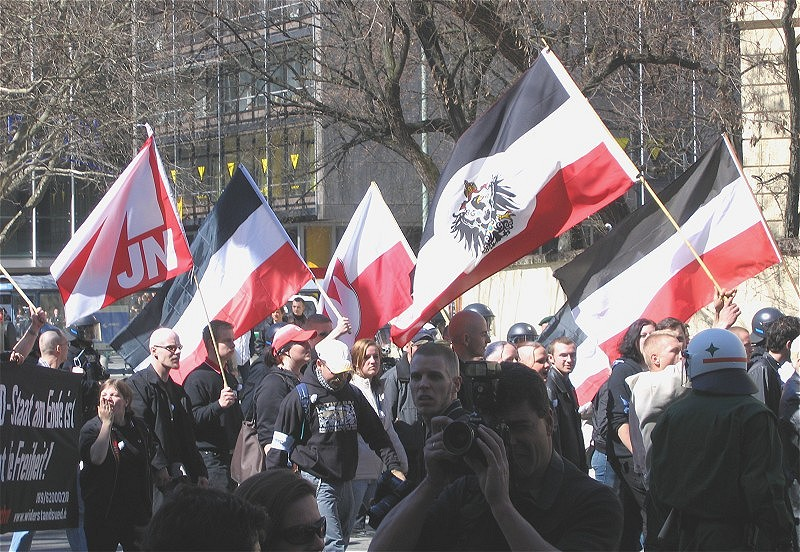
Een optocht van neonazi's in München (2005)

Neonazisme is de ideologie van het nationaalsocialisme van na de Tweede Wereldoorlog. Het omvat politieke partijen en organisaties die vaak militant van aard zijn. Het is een voortzetting van de nationaalsocialistische ideologie die ervan uitgaat dat het zogenaamde Arisch ras of in meer extreme zin, het blanke ras, superieur is aan alle andere rassen. Er zijn ook neonazistische organisaties in niet-westerse landen waaronder; Iran, Japan, Taiwan en Mongolië.
Ook gaat de ideologie ervan uit dat het jodendom uit is op wereldheerschappij en de uiteindelijke vernietiging van het blanke ras; daarom worden de Joden als de grootste vijand gezien door neonazi's. Daarbij wordt geweld vaak verheerlijkt en worden traditionele conservatieve familiewaarden voorgestaan.
De NSDAP werd na de Tweede Wereldoorlog samen met al haar dochterorganisaties tot een criminele organisatie verklaard. Nationaalsocialisme is na de Tweede Wereldoorlog verboden in Duitsland en veel andere landen. Maar groepen neonazi's bestaan nog steeds over de hele wereld. Ze halen soms de kranten wegens gewelddadige acties tegen voornamelijk immigranten of openlijke neonazistische uitspraken. Een voorbeeld hiervan is de NSDAP/AO, die zich overigens met neonazistische propaganda bezighoudt. Naast neonazi's bestaat er een gerelateerde groep die het bestaan van de Holocaust en andere historische feiten uit het nazisme ontkennen, en over nazi-Duitsland en wat er gedurende die jaren gebeurde uitsluitend positieve geschiedenis schrijven (zie Holocaustontkenning). Verder bestaan er politieke partijen en groeperingen die nazistische denkbeelden verkondigen maar zich niet openlijk als nationaalsocialistisch presenteren. Nazisymbolen zijn in veel Europese landen verboden.
Neonazi's vormen geen blok en er bestaan per land en per beweging grote verschillen. Er bestaan in Verenigde Staten vaak een overlap tussen KKK-splintergroeperingen en neonazi's, en de agressie richt zich meestal naast joden ook op zwarten, Hispanics en Aziaten. Duitse neonazi's keren zich vaker tegen Turkse migranten. Russische neonazi's hebben het vaker gemunt op 'tsjorni', oftewel 'zwarten', (migranten uit overwegend islamitische delen van Rusland en de voormalige Sovjet-Unie). Ook bestaat er een stroming genaamd nationaal-bolsjewisme, die nazistische en communistische elementen combineert. Er bestaan ook gevangenisbendes die zich als neonazistisch presenteren, zoals de Aryan Brotherhood en Nazi Lowriders in de Verenigde Staten.
Na de Duitse hereniging ontstond in met name de voormalige DDR een bescheiden toename van het neonazisme vanwege de teleurstelling over het uitblijven van de verwachte economische groei. Overigens hebben noch in Duitsland noch in andere landen openlijke of niet-openlijke neonazistische partijen een werkelijke politieke macht kunnen vormen.